# Wanderlust (2013)
Wanderlust ist ein 2013 veröffentlichter US-amerikanischer Porno-Spielfilm der Regisseurin Stormy Daniels.

## Handlung
Der Film handelt von der Geschichte einer jungen Frau (Rilynn), die sich von ihrem Umfeld nicht verstanden fühlt und von zu Hause weggeht. Nachdem sie und ihr Freund (James) in ein Haus einbrechen, um dort Sex zu haben, landet James im Gefängnis und Rilynn macht sich ohne Geld und Plan auf nach Hollywood, da ihr Vater die Hand gegen sie erhoben hat. Dort gerät sie jedoch an die falschen Typen.

### Szenenfolge
Szene 1: Rilynn Rae und James Deen haben Sex während eines Einbruchs in ein Haus.
Szene 2: Steven St. Croix und Brandy Aniston im Schlafzimmer nach einer Auseinandersetzung von Steven St. Croix mit Rilynn Rae.
Szene 3: Michael Vegas, Alec Knight, Christy Mack und Bailey Blue in einem Lagerhaus mit Partnerwechsel im Laufe der Szene (zunächst Alec mit Christy und Michael mit Bailey, danach Alec mit Bailey und Michael mit Christy).
Szene 4: Dani Daniels und Lyla Storm während einer Webcam-Show.
Szene 5: Rilynn Rae und Richie Calhoun, nachdem Rilynn nicht in der Webcam-Show der vorhergehenden Szene mitspielen wollte.
Die DVD enthält zusätzlich drei Bonus-Szenen zwischen Dani Daniels und Ryan Driller, Christy Mack und Ryan McLean sowie Brandy Aniston und Kris Slater.

## Wissenswertes
- Der Film wurde an Orten in Hollywood gedreht.
- Der Film enthält nur fünf Sex-Szenen und die Handlung steht im Vordergrund.
- Der Film ist nicht mit dem gleichnamigen Werk des Regisseurs J.J. Michaels aus dem Jahr 1999 und dem amerikanischen Spielfilm Wanderlust – Der Trip ihres Lebens (2012) zu verwechseln.